# Stețivka, Zvenîhorodka
Stețivka (în ucraineană Стецівка) este o comună în raionul Zvenîhorodka, regiunea Cerkasî, Ucraina, formată numai din satul de reședință.

## Demografie
Componența lingvistică a comunei Stețivka
     Ucraineană (99,13%)
     Alte limbi (0,82%)
Conform recensământului din 2001, majoritatea populației comunei Stețivka era vorbitoare de ucraineană (99,13%), existând în minoritate și vorbitori de alte limbi.